# Liste der Monuments historiques in Saint-Martial (Charente-Maritime)
Die Liste der Monuments historiques in Saint-Martial (Charente-Maritime) führt die Monuments historiques in der französischen Gemeinde Saint-Martial auf.

## Liste der Bauwerke
| Bezeichnung       | Beschreibung              | Standort | Kennzeichnung | Schutzstatus | Datum | Bild           |
| ----------------- | ------------------------- | -------- | ------------- | ------------ | ----- | -------------- |
| Kirche St-Martial | Erbaut im 12. Jahrhundert | (Lage)   | PA00105201    | Inscrit      | 1948  | weitere Bilder |